# Patrick Osborne
Pour les articles homonymes, voir Osborne.
Patrick Osborne est un réalisateur, scénariste et animateur américain des studios Disney. Il a notamment été co-directeur de l'animation sur Les Nouveaux Héros, directeur de l'animation sur Paperman, co-créateur, scénariste et directeur de l'animation sur la série Imaginary Mary, ainsi que réalisateur et scénariste des courts métrages récompensés et nommés aux Oscars : Le Festin et Pearl.

## Biographie
Osborne grandit dans la banlieue de Cincinnati du canton vert, va à l'école Notre-Dame de la Visitation (Cincinnati) pour le collège et obtient son diplôme du lycée St. Xavier à Cincinnati en 1999. Il obtient un diplôme en animation par ordinateur du Ringling College of Art and Design en 2003.
Il intègre Walt Disney Pictures pour travailler sur les effets spéciaux de l’adaptation du roman de C. S. Lewis : Le Lion, la Sorcière blanche et l'Armoire magique réalisé et co-écrit par Andrew Adamson. Ainsi que pour le film de science-fiction Je suis une légende réalisé par Francis Lawrence.
Mais c’est dans l’animation qu’il voit plus de possibilités de création et d’imagination. Il intègre la division animation des studios Disney en 2008. Il débute en tant qu’animateur sur Volt, star malgré lui de Chris Williams et Byron Howard, puis, continue au même poste sur Lutins d'élite, mission Noël de Stevie Wermers et Kevin Deters, Raiponce de Byron Howard et Nathan Greno, Les Mondes de Ralph de Rich Moore et La Reine des neiges de Chris Buck et Jennifer Lee.
Cependant, la consécration arrive véritablement lorsque Patrick est promu directeur de l’animation et animateur superviseur sur le court métrage oscarisé Paperman de John Kahrs. Il est choisi par Don Hall et Chris Williams pour être le co-directeur de l’animation du film Les Nouveaux Héros avec Zach A. Parrish.
La consécration arrive à nouveau lorsque les dirigeants de Walt Disney Animation Studios le choisissent pour mettre en scène un nouveau court métrage alliant à nouveau l’animation 2D et l’animation 3D. Pour créer l’histoire de Le Festin avec Raymond S. Persi et Nicole Mitchell, il s’inspire de photos de chiens mangeant des plats plus ou moins corrects. Il cherche également à critiquer la malbouffe présente aux États-Unis, d’où le contexte de Winston et James. 
Le Festin remporte l’Oscar du meilleur court métrage d'animation en 2015, est acclamé au Festival international du film d'animation d'Annecy 2014 et est diffusé avant Les Nouveaux Héros la même année.
Il quitte les studios Disney pour intégrer Google Spotlight Stories, qui voit le potentiel du jeune réalisateur.
Il écrit et réalise en 2016 un court métrage d’animation en réalité virtuelle intitulé Pearl, qui raconte l’histoire d’un jeune père qui vit avec sa fille dans une voiture. Le père se confronte entre l’amour de sa fille, qui change tout en grandissant, et de sa voiture.
Pearl est nommé à l’Oscar du meilleur court métrage d'animation de 2017. Il est notamment salué pour sa technique, sa mise en scène et son histoire tout à fait originale.
ABC lui expose son souhait qu'il crée une série mêlant animation et prises de vues réelles. Avec les scénaristes Adam F. Goldberg et David Guarascio, ils créent Imaginary Mary où il officie en tant que directeur de l’animation, scénariste et, pour la première fois, producteur exécutif.
Imaginary Mary ne trouve pas son public et la série s’arrête au bout de neuf épisodes en mai 2017.
Les studios Blue Sky (L’Âge de glace, Snoopy et les Peanuts, le film, Rio, Epic : La Bataille du royaume secret) choisissent Patrick Osborne pour la réalisation de l’adaptation du roman graphique de Noelle Stevenson : Nimona. Marc Haimes (scénariste de Kubo et l'Armure magique) et Max Werner sont choisis pour écrire le scénario. 
(Patrick participe d’ailleurs aux réunions du « Story Trust » pour le film Les Incognitos de Nick Bruno et Troy Quane. Il apporte une aide très utile pour l’histoire et le scénario du film en compagnie des producteurs Chris Wedge,Carlos Saldanha, Steve Martino et de la réalisatrice Karen Disher). Mais en février 2021, la fermeture prononcée des studios (en raison de la baisse d’activité liée au Covid-19) annule la production du film et licencie les 450 employés du studio. En avril 2022, Netflix annonce avoir récupéré le film et le sortir prochainement. En revanche, Osborne déclare ne plus être impliqué sur le projet.
Il est également sollicité par Paramount Pictures pour mettre en scène l’adaptation de Battling Boy, le livre de Paul Pope, et le jeu vidéo Monument Valley.
Netflix, qui tente de se faire une place dans le cinéma d’animation, fait appel à Patrick de mettre en scène un futur projet de fantasy non nommé, avec la scénariste Emily A. Needell.
Christopher O’ Reilly, de Nexus Studios (en) (avec qui Osborne signe une représentation mondiale de publicités et d’animations), décrit Osborne de la manière suivante :
« Patrick est un conteur convaincant et l'un des talents les plus excitants de l'animation. Il a une curiosité pour le monde qui informe à la fois ses histoires et la façon dont il les met en œuvre[réf. nécessaire]. »
L'histoire de ce film se concentre sur un garçon possédant beaucoup d'imagination, voulant rester dans son monde imaginaire où il se sent le plus à l'aise et souhaitant fuir la réalité

## Filmographie

### Réalisateur
- 2021 : Drawn Closer
- 2016 : Pearl
- 2014 : Le Festin

### Scénariste
- 2021 : Drawn Closer
- 2019 : Les Incognitos creative leadership
- 2017 : Imaginary Mary co-créateur avec Adam F. Goldberg et David Guarascio et co-scénariste épisode 1
- 2016 : Pearl (scénario et histoire originale)
- 2014 : Le Festin (d’après une histoire originale de Raymond S. Persi et Nicole Mitchell basée sur sa propre idée originale)
- 2014 : Les Nouveaux Héros creative leadership

### Animateur
- 2005 : Le Monde de Narnia : Le Lion, la Sorcière blanche et l'Armoire magique
- 2007 : Je suis une légende
- 2007 : Les Rois de la glisse
- 2008 : Sunlit Shadows
- 2008 : Volt, star malgré lui
- 2009 : Lutins d'élite, mission Noël
- 2010 : Raiponce
- 2010 : Lutins d'élite, mission Noël
- 2012 : Les Mondes de Ralph
- 2012 : Paperman (animateur superviseur et directeur de l’animation)
- 2013 : La Reine des neiges
- 2014 : Les Nouveaux Héros co-directeur de l’animation avec Zach A. Parrish
- 2017 : Imaginary Mary (directeur de l’animation)